# Panorama (czasopismo)
Panorama – włoski tygodnik.

## Charakterystyka
Powstał w 1962 roku. Wydawany był przez największe w kraju wydawnictwo Mondadori Editore spod Mediolanu. Prasoznawcy klasyfikują „Panoramę” wraz z francuskim „L'Expressem” i niemieckim „Spiegelem” wśród powojennych europejskich tygodników, na których formułę przemożny wpływ miał amerykański „Time”. Dzięki umasowieniu fotografii bogato ilustrowanych, z drugiej strony z powściągliwie redagowanymi tekstami, koncentrującymi się na kwestiach społecznych. Do lat 90. XX wieku „Panorama” miała centro-lewicową linię redakcyjną. Od 1990 roku wydawnictwo było kontrolowane przez biznesmena, późniejszego premiera Silvio Berlusconiego, co wiązało się z odejściem wielu dziennikarzy w pierwszych latach po zmianach kapitałowych. Obecnie „Panorama” zaliczana jest do tygodników prawicowych, między innymi przez niezachwiane poparcie, jakiego udzielała Berlusconiemu podczas kolejnych kampanii wyborczych i w trakcie sprawowania przez niego funkcji szefa rządu od 1994 roku. W 2018 roku tygodnik kupiło wydawnictwo Verita kontrolowane przez Maurizio Belpietro, który dotychczas wydawał m.in. katolicki dziennik „La Verità” (ok. 60 000 nakładu). W 2013 roku wraz z brytyjskim dziennikiem „The Guardian”, Panorama opublikowała ustalenia wynikające z danych ujawnionych przez Edwarda Snowdena w sprawie globalnej inwigilacji amerykańskich służb wywiadowczych w ramach programu Prism. W wątku włoskim, według dziennikarzy Panoramy miało być podsłuchiwanych prawie 50 tysięcy telefonów, włącznie z najwyższej rangi urzędnikami Watykanu. W 2021 roku „Panorama” miała nakład 74 tys. egzemplarzy. Szczyt popularności pisma przypada na lata 80. XX wieku. Bezpośrednim konkurentem dla tygodnika było wtedy L'Esspresso.